# St. Louis Stars 1975
Questa pagina raccoglie i dati riguardanti i St. Louis Stars nelle competizioni ufficiali della stagione 1975.

## Stagione
La squadra sempre affidata all'inglese John Sewell, che rivestiva il duplice ruolo di allenatore-giocatore, accantonò parzialmente la sua politica autarchica e inserì in rosa quattro giocatori inglesi, oltre che il ritorno dello jugoslavo Dragan Popović. L'esperienza dei professionisti inglesi portò gli Stars a vincere la propria divisione, raggiungendo la semifinale playoff per il titolo, persa contro i Portland Timbers.
Capocannoniere delle squadra fu John Hawley con undici reti.

## Organigramma societario
Area direttiva
- Vice-presidente: John E. Galmiche III
- General Manager: John E. Galmiche III

Area tecnica
- Allenatore: John Sewell
- Trainer: Bill Hopfinger

## Rosa
| N. |                        | Ruolo | Calciatore             |
| -- | ---------------------- | ----- | ---------------------- |
| 1  | Inghilterra (bandiera) | P     | Peter Bonetti          |
| 2  | Inghilterra (bandiera) | D     | John Sewell            |
| 3  | Stati Uniti (bandiera) | D     | Bob Matteson           |
| 4  | Stati Uniti (bandiera) | D     | Steve Frank (capitano) |
| 5  | Stati Uniti (bandiera) | C     | Bob O'Leary            |
| 6  | Inghilterra (bandiera) | D     | Roger Verdi            |
| 7  | Stati Uniti (bandiera) | A     | Larry Hausmann         |
| 8  | Stati Uniti (bandiera) | C     | Pat McBride            |
| 9  | Stati Uniti (bandiera) | A     | Dennis Vaninger        |
| 10 | Stati Uniti (bandiera) | A     | Mike Seerey            |

| N. |                        | Ruolo | Calciatore     |
| -- | ---------------------- | ----- | -------------- |
| 11 | Stati Uniti (bandiera) | D     | John Carenza   |
| 12 | Stati Uniti (bandiera) | C     | Al Trost       |
| 14 | Inghilterra (bandiera) | A     | John Hawley    |
| 15 | Stati Uniti (bandiera) | A     | Jim Bokern     |
| 16 | Stati Uniti (bandiera) | D     | Gary Rensing   |
| 17 | Jugoslavia (bandiera)  | C     | Dragan Popović |
| 18 | Inghilterra (bandiera) | C     | Dennis Burnett |
| 20 | Stati Uniti (bandiera) | A     | Gene Geimer    |
| 21 | Stati Uniti (bandiera) | P     | Dave Jokerst   |